# Parque nacional José Armando Bermúdez
Parque Nacional José Armando Bermúdez situado en la República Dominicana, específicamente en la vertiente Norte y en la parte central de la Cordillera Central, entre las coordenadas geográficas 19° 17' - 18° 52' latitud Norte, y los 71° 27' - 70° 46' longitud Oeste; esto es su ubicación conjunta con el parque nacional José del Carmen Ramírez, con una extensión de 766 km², este territorio está protegido mediante la ley N.º 4389 del 19 de febrero de 1956; publicada en la Gaceta Oficial N.º 97954 del 5 de marzo del mismo año. 
Es una zona muy elevada de temperaturas frías y frescas durante casi todo el año (entre 12  y 20 grados). Hay allí un intenso bosque de pinos, ébano, caoba y otras maderas muy apreciadas y los helechos crecen más de lo normal.

## Recursos naturales

### Flora
La flora está compuesta principalmente por coníferas, predominan el Pinus occidentalis o pino cuaba, la sabina, el almendro, la cigua blanca, el cedro, la guarana, el nogal, la penda, el yagrumo, la capa, el copey, el grigri, entre otros.
Los helechos de este parque, así como en el Armando Bermúdez, crecen a más altura que lo normal.

### Fauna
La integra una fauna muy especial y única, con algunas especies en vía de extinción como:
- La jutía
- El puerco cimarrón

Entre las aves que habitan el parque tenemos: 
- El cuervo
- El canario
- Papagayo
- Jilguero
- Paloma turca
- El vencejo
- La cotorra y otras más comunes, como el ruiseñor, Madam saga, carpintero, etc.

La fauna está compuesta esencialmente por aves, mamíferos y reptiles:
a. Avifauna. Entre las especies de aves que habitan este Parque encontramos cotorras, canarios, cuervos, la cigua palmera (el ave nacional) papagayos, perdices, gavilanes, cuervos, guaraguaos y tórtolas.
b. Mastofauna. En el grupo de los mamíferos encontramos la jutía, el puerco cimarrón, el hurón, el ratón y el mastodonte.
c. Herpetofauna. Dentro del grupo de los reptiles encontramos la culebra sabanera en la parte baja del bosque.

## Geografía

### Hidrografía
Abarca unos 12 ríos, de los principales del país, contribuyendo con esto al mantenimiento de las actividades agrícolas e industriales. Es el sostén de la energía hidroeléctrica del Valle del Cibao. Contribuye junto al Parque Ramírez al regadío de 80.000&nji7yjibsp;tareas (5.032 ha|50.24 km² ubicadas en las cuencas de los ríos Yaque del Norte y Yaque del Sur.

### Clima
Debido a su gran altura, este parque nacional presenta un clima de montaña que varía desde el clima templado oceánico hasta el semifrío húmedo en la zona del Macizo Central.
Las temperaturas son generalmente frescas dentro de este parque, oscilando las medias entre 12 y 20 grados celsius. Durante el invierno las noches suelen ser frías. Las heladas suelen ser muy frecuentes y de carácter moderado en la zona del Macizo de la Pelona.
 Las temperaturas mínimas usualmente fluctúan entre los 9 y los 12 °C, aunque pueden alcanzarse temperaturas de entre -3 y 10 grados el paso de los frentes estacionarios. Estas frías temperaturas fomentan ampliamente las actividades de campismo.

### Pluviometría
Está situado en una zona de alta precipitación, produciéndose registros entre 1 000 y 3 500 mm. En algunas áreas las precipitaciones están por encima de los 4 000 mm.

### Biomas
Se pueden observar los biomas Bosque Húmedo Montano Bajo (Bh-MB) y Bosque muy húmedo Montano Bajo (Bmh-MB), en algunos lugares puede encontrarse Bosque pluvial Montano Bajo (Bp-MB) donde reina una alta humedad.

### Geología
El área de formación geológica pertenece al período cretáceo y se originó hace más de 60 millones de años.

## Ecosistema
La existencia de este parque natural, que tiene una extensión de 767 kilómetros cuadrados, ha contribuido a frenar el deterioro de los bosques de la Cordillera Central y también a preservar su diversidad biológica.
Esta es una de las áreas protegidas mejor conservadas del país. Aquí podremos observar innumerables especies vegetales.

## Como llegar
Desde Santo Domingo tomando la autopista Duarte hacia el norte. Tomando el camino por las poblaciones de Manabao y La Ciénaga, en la provincia de La Vega, después de 23 kilómetros se llega a Manabao y 15 kilómetros más adelante a La Ciénega. 
Otra ruta de acceso: La otra ruta de acceso es por San José de Las Matas Provincia Santiago desde donde se llega a Mata Grande, que se encuentra en el límite norte del parque, además se llega al Parque desde La Manacla y La Leonor, en la provincia de Santiago Rodríguez.